# De Dana Dan
De Dana Dan è un film del 1999 diretto da Priyadarshan.